# PB Xhm 1/2
Der Xhm 1/2 ist ein dieselelektrischer Schmalspurtriebwagen der Pilatusbahn (PB). Er wurde 1982 in Dienst gestellt und löste damit den letzten verbliebenen Dampftriebwagen Bhm 1/2 Nr. 9 ab. Er wird vor allem zur Schneeräumung und bei Arbeiten an der Fahrleitung eingesetzt.
Mit der Modernisierung der Pilatusbahn 2023 wird der Wagen weiter im Einsatz bleiben. Er soll dazu auf das neue Streckensicherungssystem umgebaut werden.

## Technik
Die Kraftübertragung erfolgt wie bei den Bhe 1/2 ausschliesslich über die waagerecht liegenden Zahnräder.

## Besonderheiten
Es können eine Schneefräse oder ein Hub-Arbeitsgerüst angebaut werden.